# Splash and Dash
Der Begriff Splash and Dash (auch Splash 'n' Dash oder Splash & Dash) ist ein Fachbegriff, der in mehreren Sportarten sowie in der Handelspolitik Eingang gefunden hat. Im deutschen Sprachgebrauch ist die Verwendung im Motorsport als Bezeichnung für einen verkürzten Tankstopp am geläufigsten. Der Begriff leitet sich aus den Übersetzungen für „spritzen“ bzw. „plantschen“ (= splash) und „davonjagen“ (= dash off) ab.

## Verwendung im Motorsport
Splash and Dash ist die Bezeichnung für einen sehr kurzen Tankstopp. Dabei geht es in der Regel nur darum, das Fahrzeug mit einigen Litern zu betanken. Es findet kein Reifenwechsel statt. Meist ist dieser notwendig, wenn sich herausstellt, dass das Fahrzeug zu wenig Kraftstoff besitzt, um bis zum Ende eines Rennens durchfahren zu können. Daher erfolgt ein Splash and Dash meist in den letzten Runden eines Rennens.
Ein Splash & Dash wird unterschieden von einem Shortfueling, bei dem der Tankstopp mit einer genau berechneten Verkürzung etwa zur Mitte eines Rennens absolviert wird, um ein Fahrzeug wieder in die gewünschte Tankstrategie zurückzubringen und einen Splash & Dash zu vermeiden.

## Verwendung im Schwimmsport
Im Schwimmsport werden Freistil-Wettbewerbe über die 50m-Distanz allgemein mit dem Ausdruck Splash & Dash belegt. Eine weitere Verwendung dieses Terms sind Bezeichnungen für einen Duathlon der eine Kombination aus Lauf- und Schwimmwettbewerb bietet.

## Verwendung in der Luftfahrt
Hier bezeichnet Splash & Dash ein Ballonfahrt-Manöver, bei dem ein Montgolfier-Ballon auf ein Gewässer herabgelassen wird und wieder abhebt.

## Verwendung in der Wirtschaft
US-amerikanische Importeure von Biodiesel nutzten zwischen 2004 und 2008 eine Gesetzeslücke, um ausländischen Biodiesel mit US-Subventionen zu importieren und diesen nach Beimischung von 1 % normalem Diesel als B99 unter anderem in die EU mit Gewinn weiter zu exportieren. Diese ebenfalls als Splash & Dash bezeichnete Praxis wurde 2008 durch Umstellung der Richtlinien beendet.